# Reuil-sur-Brêche
Reuil-sur-Brêche ist eine französische Gemeinde mit 329 Einwohnern (Stand 1. Januar 2022) im Département Oise in der Region Hauts-de-France. Die Gemeinde liegt im Arrondissement Clermont und ist Teil der Communauté de communes de l’Oise Picarde und des Kantons Saint-Just-en-Chaussée (bis 2015: Kanton Froissy).

## Geographie
Die Gemeinde, in der das Flüsschen Brèche oder Brêche entspringt, liegt rund 15,5 Kilometer nordnordöstlich von Beauvais östlich der Autoroute A16. Zur Gemeinde gehört das Gehöft Mauregard im Osten.

## Einwohner
| 1962 | 1968 | 1975 | 1982 | 1990 | 1999 | 2006 | 2011 |
| ---- | ---- | ---- | ---- | ---- | ---- | ---- | ---- |
| 205  | 194  | 207  | 196  | 221  | 206  | 259  | 307  |

## Verwaltung
Bürgermeister (maire) ist seit 2014 Carlo Zanuso.

## Sehenswürdigkeiten

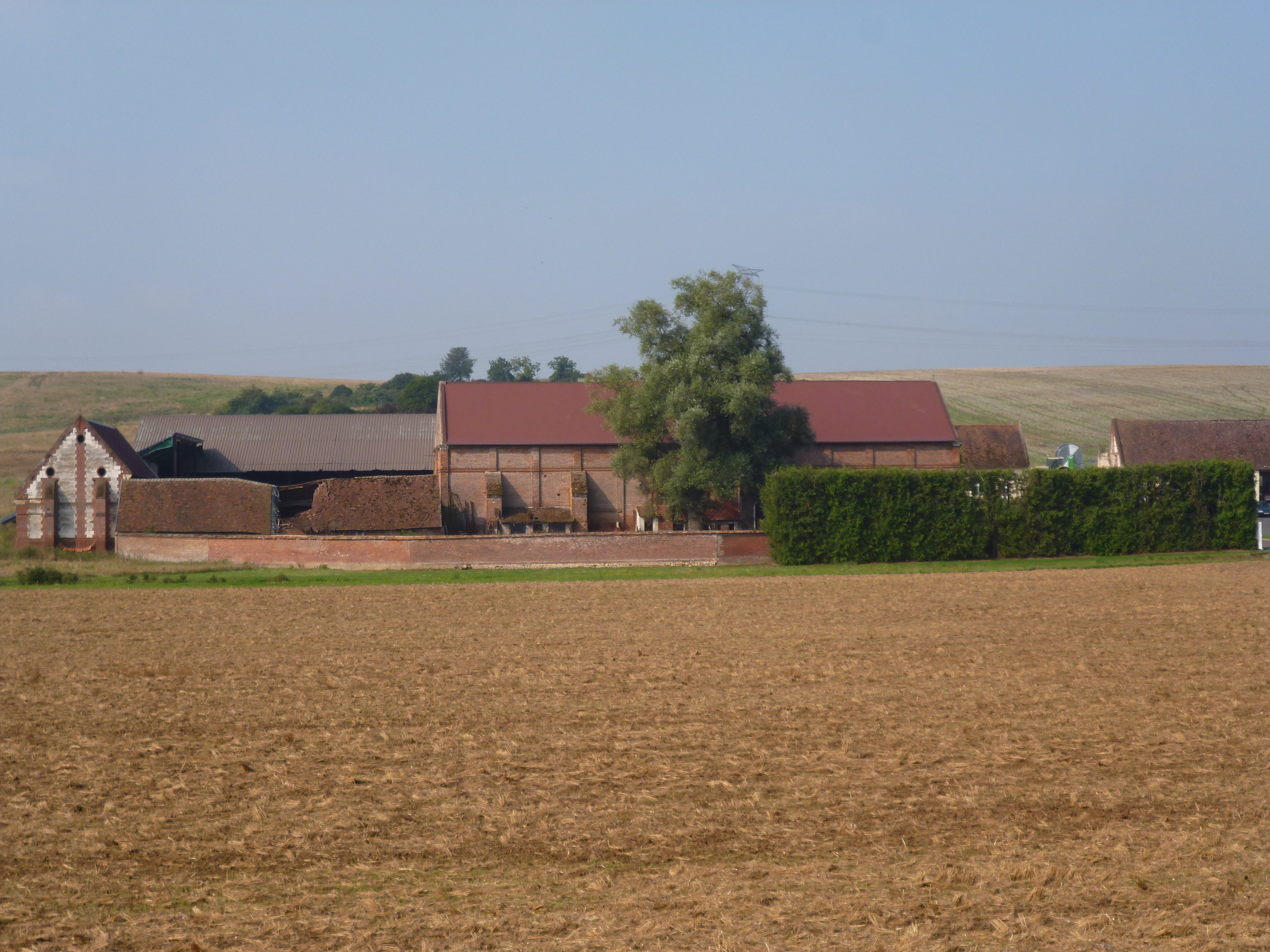
Grangie Mauregard

- Kirche Saint-Martin mit Chor aus dem Jahr 1551 und mehreren Verglasungen aus dem 16. bis 19. Jahrhundert[1]
- Grangie Mauregard des ehemaligen Zisterzienserklosters Froidmont, 1988 als Monument historique eingetragen[2]